# Межигірський скарб
Межигірський скарб — комплекс прикрас 3 ст. кола виїмчастих емалей. Випадково знайдений наприкінці 19 ст. поблизу Київського Межигірського Спасо-Преображенського монастиря неподалік від м. Вишгород. До скарбу входили бронзові фібула та ланцюг складної конструкції з ажурних ланок, прикрашені червоною та зеленою емаллю, а також фрагмент широкого браслета, шийні гривни, підвіски-дзвіночки, пластинчасті вінчики, круглі та трапецієподібні підвіски з карбованим орнаментом. М.с., очевидно, пов'язаний з київською культурою.